# Jean Le Fèvre (cardinale)
Jean Le Fèvre (Saint-Julien-Maumont, 1330/1340 – Avignone, 6 marzo 1372) è stato un cardinale e vescovo cattolico francese.

## Biografia
Dall'8 agosto 1369 al 30 maggio 1371 fu vescovo di Tulle.
Nel concistoro del 30 maggio 1371 fu nominato cardinale da papa Gregorio XI, suo cugino.